# Англієць у Москві
«Англієць у Москві» (англ. An Englishman in Moscow) — картина українського художника-авангардиста Казимира Малевича 1914 р., зараз експонується в музеї Стедлейка в Амстердамі.
Картина експонувалася в музеї Тейт Модерн з 16 липня до 26 жовтня 2014 року.

## Опис
На картині зображено людне місце, яке складається з людини, частково покритої білою рибою, мечем та свічкою, і цілої колекції предметів, букви та знаки, які, можливо являють собою ринок в Москві або жваву вулицю в історичному центрі міста. Поза межами розташування картина — це низка символів, що мають особливе значення для художника.

## Аналіз
Деякі теоретики та критики вважають, що «Англієць в Москві» — це підхід до ідеї, що ніщо не є тим, чим здається насправді; інші припустили, що він натякає на те, що будь-що завжди приховує інше. Кожен символ картини має своє призначення. Відомо, що драбина символізує досягнення або перспективи, які є більш високою істиною, тоді як релігійні символи, свічка, церква та хрест, що утворює меч, могли символізувати оновлення віри. Напис у верхній частині картини — ЗА-ТМЕНІЕ, у нижній частині  — ламане слово ЧАС-ТИЧ-НОЕ. Рибу часто асоціюють із знаннями, і такі жорстокі образи, як пила, ножиці чи меч, могли б являти собою розбиття нерозбірливої брехні та заплутаної інформації, якою годували людину для того, щоб розкрити пізнання істини.
В огляді виставки, присвяченої Казимиру Малевичу на початку 1990-х, Майкл Бренсон написав статтю для New York Times: «Малевич не хотів бути природним, на відміну від багатьох митців, які наслідували традицію Моне чи Ван Гога. Він не перейшов від природи до абстракції крок за кроком, як Мондріан. Малевич хотів вийти за рамки природи і визначити нову реальність, в якій частина її злилася з усім, а людські та космічні закони поєднувалися. Його супрематизм — це раптовий стрибок і багато чого».